# Верде, Франческо (футболист, 2007)
Франческо Верде (итал. Francesco Verde; род. 21 февраля 2007) — итальянский футболист, защитник клуба «Ювентус».

## Клубная карьера
Верде — воспитанник клуба «Ювентус».

## Международная карьера
В 2024 году в составе юношеской сборной Италии Верде принял участие в юношеском чемпионате Европы на Кипре. На турнире он сыграл в матчах против сборных Швеции, Дании и Португалии.

## Достижения
Международные
 Италия (до 17)
- Победитель чемпионата Европы (до 17 лет) — 2024